# Duitse Rijksdagverkiezingen 1928
De Rijksdagverkiezingen van 1928 vonden op 20 mei 1928 in Duitsland plaats en werden gewonnen door de Sociaaldemocratische Partij van Duitsland (Sozialdemokratische Partei Deutschlands) die een winst boekte van tweeëntwintig zetels ten opzichte van de Rijksdagverkiezingen van december 1924. De sociaaldemocraten kwamen op 153 zetels. In totaal verkreeg de SPD bijna een derde van de stemmen. Voorts was er ook winst voor de Communistische Partij van Duitsland (Kommunistische Partei Deutschlands), die uitgroeide tot de krachtigste partij van links. Verlies was er voor de gematigde partijen (DVP, DDP, ZENTRUM etc.) en voor de rechtse,  conservatieve Duitse Nationale Volkspartij (Deutschnationale Volkspartei). Het verlies voor deze laatste valt te verklaren door de afsplitsingen waar de partij onder leed. Een van die afsplitsingen, de Christelijk-Nationale Boeren- en Landvolkpartij (Christlich-Nationale Bauern- und Landvolkpartei) kwam vanuit het niets op negen zetels.
Verlies was er ook voor de een jaar eerder gelegaliseerde Nationaalsocialistische Duitse Arbeiderspartij (Nationalsozialistische Deutsche Arbeiterpartei) van Adolf Hitler. De NSDAP verloor twee zetels en verkreeg twaalf zetels in de nieuwe Rijksdag. Na de beurskrach van 1929 zal de invloed van de NSDAP echter sterk toenemen.
| Partij                                                                                            | %     | zetels    |
| ------------------------------------------------------------------------------------------------- | ----- | --------- |
| Sociaaldemocratische Partij van Duitsland (Sozialdemokratische Partei Deutschlands)               | 29,8% | 153 (+22) |
| Duitse Nationale Volkspartij (Deutschnationale Volkspartei)                                       | 14,3% | 73 (-30)  |
| Duitse Centrumpartij (Deutsche Zentrumspartei)                                                    | 12,1% | 61 (-8)   |
| Communistische Partij van Duitsland (Kommunistische Partei Deutschlands)                          | 10,6% | 54 (+9)   |
| Duitse Volkspartij (Deutsche Volkspartei)                                                         | 8,7%  | 45 (-6)   |
| Duitse Democratische Partij (Deutsche Demokratische Partei)                                       | 4,8%  | 25 (-7)   |
| Rijkspartij van de Duitse Middenstand (Reichspartei des deutschen Mittelstandes)                  | 4,5%  | 23 (+11)  |
| Beierse Volkspartij (Bayerischer Volkspartei)                                                     | 3,1%  | 17 (-2)   |
| Nationaalsocialistische Duitse Arbeiderspartij (Nationalsozialistische Deutsche Arbeiterpartei)   | 2,6%  | 12 (-2)   |
| Christelijk-Nationale Boeren- en Landvolkpartij (Christlich-Nationale Bauern- und Landvolkpartei) | 1,9%  | 9 (+9)    |
| Rijkspartij voor Volksrecht en Revaluatie (Reichspartei für Volksrecht und Aufwertung)            | 1,6%  | 2 (+2)    |
| Duitse Boerenpartij (Deutsche Bauernpartei)                                                       | 1,6%  | 8 (+8)    |
| Landbond (Landbund)                                                                               | 0,7%  | 3 (-1)    |
| Duits-Hannoveraanse Partij (Deutsch-Hannoversche Partei)                                          | 0,6%  | 4 (-)     |
| Saksische Landvolk (Sächsisches Landvolk)                                                         | 0,4%  | 2 (-)     |
| Overigen                                                                                          | 1,7%  | 0 (-)     |
| Bron: dhm.de                                                                                      |       |           |
| Totaal                                                                                            | 100%  | 491       |

## Nasleep
Daar de SPD, ondanks de winst, geen meerderheid in de nieuwe Rijksdag bezat, werd er opnieuw een grote coalitie (een zgn. "Weimarcoalitie") gevormd onder Hermann Müller (28 juni 1928) bestaande uit Müllers eigen SPD, de rooms-katholieke Centrumpartij (Zentrumspartei), de links-liberale Duitse Democratische Partij (Deutsche Demokratische Partei), de conservatief-liberale Duitse Volkspartij (Deutsche Volkspartei) en de Beiers-regionalistische Beierse Volkspartij (Bayerische Volkspartij).